# La Cuvette d'eau
La Cuvette d'eau est probablement la première pièce d'Eugène Labiche écrite en collaboration avec ses amis de l'époque Auguste Lefranc et Marc-Michel.
On ne sait rien de cette pièce, jamais imprimée, et dont on ne connait aucun manuscrit.
C'est Eugène de Mirecourt qui en mentionne l'existence en ces termes:
« Sa vocation d'auteur dramatique remonte à la fin de l'année 1837. Il donna, je ne sais où, - probablement au théâtre du Luxembourg ou à celui du Panthéon - une pièce intitulée La Cuvette d'eau. »